# Dragon Ball: Revenge of King Piccolo
Dragon Ball: Revenge of King Piccolo, pubblicato in Giappone come Dragon Ball: World's Greatest Adventure (ドラゴンボール天下一大冒険?, Doragon Bōru Tenkaichi Daibōken), è un videogioco basato sul manga e anime Dragon Ball. È stato sviluppato e pubblicato dalla Namco Bandai sotto l'etichetta Bandai. È stato pubblicato in Giappone il 23 luglio 2009, mentre in Europa il 30 ottobre 2009, in Nord America il 20 dello stesso mese e in Australia il 15 dello stesso mese.
Il videogioco permette ai giocatori di prendere il controllo di Goku, che deve fermare il Red Ribbon e, in seguito, il Re Demone Piccolo dal raccogliere le mitiche Sfere del Drago, in grado di esaudire il suo desiderio di conquista del mondo.

## Modalità di gioco
Il gioco ha due modalità. La modalità Avventura racconta gli eventi del manga durante la saga dell'Armata Red Ribbon e dei primi archi narrativi del Grande Demone Piccolo. In questa modalità il gioco funziona come un picchiaduro e platform in stile arcade, in cui i giocatori nel ruolo del protagonista Goku corrono dal punto A al punto B combattendo vari nemici e boss e saltando varchi e sporgenze.
I giocatori possono utilizzare attacchi semplici e corpo a corpo o utilizzare la battaglia Kamehameha. Ogni nemico eliminato dal giocatore gli farà guadagnare salute, potenziamenti o zeni che possono essere utilizzati nel negozio.